# Казе Моро (Тревизо)
Казе Моро је насеље у Италији у округу Тревизо, региону Венето.
Према процени из 2011. у насељу је живело 15 становника. Насеље се налази на надморској висини од 46 м.